# Gnejusz Pompejusz Magnus
Gnaeus Pompeius Magnus - Rzymianin znakomitego pochodzenia w początkach pryncypatu, przez małżeństwo związany z dynastią julijsko-klaudyjską. Syn konsula Marka Licyniusza Krassusa Frugi i Skrybonii. Potomek dwóch triumwirów: Pompejusza i Krassusa.
|                                                            |  |  |
| Marek Licyniusz Krassus triumwir • Tertula                 |  |  |
|                                                            |  |  |
|                                                            |  |  |
| Marek Licyniusz Krassus pretor 54 p.n.e. • Cecylia Metella |  |  |
|                                                            |  |  |
|                                                            |  |  |
| Marek Licyniusz Krassus konsul 30 p.n.e.                   |  |  |
|                                                            |  |  |
|                                                            |  |  |
| Marek Licyniusz Krassus Frugi konsul 14 p.n.e.             |  |  |
|                                                            |  |  |
|                                                            |  |  |
| Marek Licyniusz Krassus Frugi konsul 27 n.e. • Skrybonia   |  |  |
|                                                            |  |  |
|                                                            |  |  |
| Gnejusz Pompejusz Magnus • Klaudia Antonia                 |  |  |
|                                                            |  |  |
|                                                            |  |  |

|                                                    |  |  |
| Gnejusz Pompejusz Wielki triumwir • Mucja Tercja   |  |  |
|                                                    |  |  |
|                                                    |  |  |
| Pompeja • Lucjusz Korneliusz Cynna pr. 44          |  |  |
|                                                    |  |  |
|                                                    |  |  |
| Kornelia Pompeja Magna • Lucjusz Skryboniusz Libon |  |  |
|                                                    |  |  |
|                                                    |  |  |
| Lucjusz Skryboniusz Libon konsul 16 n.e.           |  |  |
|                                                    |  |  |
|                                                    |  |  |
| Skrybonia • Marek Licyniusz Krassus Frugi          |  |  |
|                                                    |  |  |
|                                                    |  |  |
| Gnejusz Pompejusz Magnus • Klaudia Antonia         |  |  |
|                                                    |  |  |
|                                                    |  |  |

Ojciec na cześć znamienitego przodka nazwał go Gnejuszem Pompejuszem Wielkim, czym naraził go na niełaskę cesarza Kaliguli. Kaligula zabronił Gnejuszowi używania przydomka Wielki (Magnus) i nie skazał go na śmierć tylko dlatego, że ten był jeszcze chłopcem.
Cesarz Klaudiusz, przeciwnie, zwrócił Gnejuszowi pełne imię i w 41 n.e. oddał mu swoją córkę Klaudię Antonię za żonę.
Jeszcze za panowanie Kaliguli wszedł w skład kapłańskiego kolegium Saliów
Był członkiem kolegium pontyfików.
W 43 n.e. wziął udział w wyprawie Klaudiusza na Brytanię w charakterze kwestorai został posłany przez cesarza do Rzymu z wieścią o zwycięstwie. W wziął udział w triumfie Klaudiusza. Jednak od roku 46 n.e.  stał się ofiarą intryg cesarzowej Messaliny i został zabity.
Według Swetoniusza został zasztyletowany w czasie stosunku miłosnego z kochankiem.